# Baie de Dàyà
La baie de Dàyà ((zh)), anciennement connue comme baie de Bias, est une baie de la Mer de Chine méridionale, située au nord-est de Hong Kong dans la province du Guangdong (sud de la Chine).
La baie de Dàyà abrite deux centrales nucléaires: celle de Dàyà Bay et celle de Ling'ao. Elle est aussi le lieu d'une expérience utilisant les antineutrinos produits par ces centrales.
La péninsule de Dapeng est situé à l'ouest de cette baie.

## Histoire
La baie était une cache de pirates dans les années 1920, lorsque le gouvernement de la République de Chine était occupé par l'Expédition du Nord.